# Pier Paolo Ciurlia
 (juin 2021).
Pier Paolo Ciurlia, né le 2 juillet 1980 à Gattinara, est un luthiste concertiste italien.

## Biographie

### Formation musicale
Alors élève du maestro Tiziano Bagnati au Conservatoire de Venise, Pier Paolo Ciurlia se diplôme avec les honneurs en luth et instruments anciens à cordes pincées. Il se dédie par la suite au chant grégorien, et à la paléographie musicale aux côtés du maestro Lanfranco Menga. Il s'est successivement intéressé à la musique byzantine, en fréquentant l'Istituto Ellenico di Studi Bizantini e Postbizantini de Venise, où il a approfondi ses connaissances en chant grec-orthodoxe et en oud.

### Activité artistique
Concertiste depuis 2007, Il a joué en tant que soliste et basse continue auprès de Ton Koopman, Stefano Montanari, Attilio Cremonesi, Claudio Scimone. Il a collaboré également avec l'Accademia Bizantina, La Fenice de Venise, les Ensembles Oktoechos, la Cappella Marciana de Venise, le Creator Ensemble, Musica Venezia, Il Gene Barocco, l’Ensemble Corelli et bien d'autres.
En 2010, il est soliste pour l’Orchestre du Teatro de la Fenice de Venise alors dirigé par Stefano Montanari.
La même année, il se produit au Szymanowski Philharmonique de Cracovie pour le festival international Misteria Paschalia. Il tient alors régulièrement des conférences pour l'Université Ca Foscari de Venise, ainsi qu'au Trinity College Connecticut.
Il sort son premier livre, première biographie existante du compositeur Johannes Hieronymus Kapsberger, en 2010. En 2014, il entreprend la transcription de l'oratorio de Giovanni Bononcini, San Nicola di Bari, qui sortira l'année suivante aux éditions M.A.P, comme première édition, revue et corrigée, des temps modernes.
Sa carrière concertistique l'amène jusqu'en France, et il s'établit à Langres en 2016,. En novembre 2016, il participe à la Biennale de musique contemporaine à Koper, en Slovénie, aux côtés de Michele Marelli (it) et Mario Caroli (it).
Ces dernières années, il se dédie à une activité concertiste soliste, se produisant avec le luth renaissance, la vihuela et le théorbe, en comparant les différentes traditions et styles musicaux européens et extra-européens,.
Depuis 2017, il est enseignant à l'école de musique de Langres.

## Discographie
- Fra Calli e Palazzi : Ensemble MusicaIncanti, dir. Marco Vincenzi (Masi, 2009)
- Ghirlanda Sacra – Ensemble Primi Toni, dir. Nicola Lamon (en) (février 2011, 2 CD Tactus TC 620080) (OCLC 906567195) — Claudio Monteverdi, Giovanni Priuli, Giovanni Rovetta, etc. Premier enregistrement mondial.
- Pièces de viole, Jean Cappus, Evelyne Peudon, viole de gambe, Pier Paolo Ciurlia, archiluth (2018)[8]

## Récompenses
- Premier prix du concours International de musique de chambre « Gaetano Zinetti (it) » pour le CD Fra Calli e Palazzi[2].

## Ouvrages
- (it) Johann Hieronymus Kapsberger « nobile alemanno ». Una biografia, Padoue, éditions Armelin Musica, 2010, 160 p. (OCLC 956159350).
- (it) San Nicola di Bari, Oratorio, Roma, 1695, di Giovanni Bononcini, M.A.P. Editions, Prima Edizione, 2015, 256 p.

### Articles et critiques
- « Per un'analisi dei frontespizi delle opere di J.Kapsberger », dans Rivista della società del liuto, mars 2011
- « Libri del mese (Pier Paolo Ciurlia, Biografia J.Kapsberger) », dans Suonare News, avril 2011
- « Pier Paolo Ciurlia, Johann Hieronimus Kapsberger », revue de Giorgio Ferraris, dans Il Fronimo, septembre 2011
- « Pier Paolo Ciurlia, le luth final », portrait dans le JHM du 11 septembre 2016
- « Pier Paolo Ciurlia, musicien », interview dans le Vivre Ici no 116, octobre 2016